# Edward Simoni
Edward Simoni, właśc. Edward Krok (ur. 7 sierpnia 1959 w Bytomiu) – polsko-niemiecki muzyk grający na fletni Pana, a także kompozytor pieśni tworzonych do gry na tym instrumencie.
W wieku 7 lat rozpoczął naukę gry na skrzypcach i fortepianie w PSM w Bytomiu. W latach 1973–1976 grał na flecie, skrzypcach i fortepianie w jazz-rockowej formacji Rak, którą w 1975 roku współtworzyli z nim: Jan Skrzek (śpiew, harmonijka ustna, organy - wyłącznie na koncertach), Jerzy Klimas (gitara), Bogdan Kisiel (gitara basowa) i Janusz Ziomber (perkusja). Zespół działał przy bytomskim klubie studenckim Pyrlik. Nagrał dla Polskiego Radia utwory: Step szaleńca, Koniokrad i Prolog 6. Muzyk od lat mieszka w Niemczech i gra na fletni Pana – obok Gheorghe'a Zamfira uznawany jest za najwybitniejszego panflecistę świata. Współpracował m.in. z Tatjaną Seyffert, Francisco Araizą, Christianem Franke, Michaelem Shepherdem, wielokrotnie występował w telewizji. Jego albumy osiągnęły status złotej i platynowej płyty.